# Repositorio (contenido digital)
Un repositorio es un espacio centralizado donde se almacena, organiza, mantiene y difunde información digital, habitualmente archivos informáticos, que pueden contener trabajos científicos, conjuntos de datos o software. Los repositorios tienen sus inicios en los años 90, en el área de la física y las matemáticas, donde los académicos aprovecharon la red para compartir sus investigaciones con otros colegas. Este proceso era valioso porque aceleraba el ciclo científico de publicación y revisión de resultados.
Son sistemas de información que preservan y organizan materiales científicos y académicos como apoyo a la investigación y el aprendizaje, a la vez que garantizan el acceso a la información. En los últimos años también se han creado repositorios de patrimonio cultural que contribuyen a la organización, preservación y difusión de colecciones de objetos culturales resguardadas por museos y otras instituciones de la memoria.
Los repositorios digitales pueden ser institucionales o temáticos y deberán ser compatibles con las normas de interoperabilidad adoptadas internacionalmente y garantizar el libre acceso a sus documentos y datos a través de Internet u otras tecnologías de información que resulten adecuadas a los efectos, facilitando las condiciones necesarias para la protección de los derechos de la institución y del autor sobre la producción académica, científico-tecnológica y cultural.

## Etimología
El origen de la palabra española «repositorio» deriva del latín «repositorium», que significa armario o alacena. Este término está recogido en el Diccionario de la Real Academia donde se define como el «lugar donde se guarda algo».

## Características generales
Los datos almacenados en un repositorio pueden distribuirse a través de una red informática, como Internet, o de un medio físico, como un disco compacto. Pueden ser de acceso público o estar protegidos y necesitar de una autenticación previa. Los repositorios más conocidos son los de carácter académico e institucional. Los repositorios suelen contar con sistemas de respaldo y mantenimiento preventivo y correctivo, lo que hace que la información se pueda recuperar en el caso de que la máquina quede inutilizable o ciertos formatos queden obsoletos con el paso del tiempo. A esto se lo conoce como preservación digital, y requiere un exhaustivo trabajo de control de calidad e integridad para realizarse correctamente.
Depositar no debe confundirse con publicar. El depósito en los repositorios es una manera de comunicar públicamente los trabajos de los investigadores, aumentando su difusión: los autores ponen disponibles en acceso abierto una versión de los artículos que han publicado en revistas, tradicionales o de acceso abierto.[cita requerida] Para ello, los sistemas de repositorios suelen integrarse e interoperar con otros sistemas y aplicaciones web. Asimismo, los repositorios cumplen un rol importante en la formación universitaria y también en la preservación del patrimonio cultural.
Algunas instituciones promueven el uso de sus repositorios como un servicio adicional para el investigador. Otras instituciones poseen mandatos propios que obligan a los autores o investigadores a depositar sus publicaciones (o determinados tipos, como por ej. tesis doctorales) en el repositorio institucional, con fines de visibilidad, impacto y preservación. En algunos países, como por ejemplo Argentina y México, se han promulgado leyes de acceso abierto que promueven la implementación y uso de los repositorios de instituciones sustentadas con fondos públicos.

### Software
La elección del software es una cuestión crucial para la implementación de un depósito de objetos digitales. Existen distintos modelos de tecnología según su origen y forma de adquisición: gratuito o comercial, software propietario o de código abierto, modelo de servicio de software. En cualquier caso, deben cumplir con los siguientes requisitos:
- Apoyo a los diferentes formatos de archivo, escalabilidad, extensibilidad y mantenimiento del sistema.
- Aceptación de estándares de metadatos, descriptivos, de conservación, administrativos.
- Interoperatividad: cumplir con los principales protocolos de intercambio de registros de información ( OAI-PMH, Z39.50, SWORD).
- Localización permanente de los documentos, mediante la incorporación de identificadores persistentes de objetos digitales como DOI, Handle.
- Aplicaciones de búsqueda y visualización de metadatos.
- Interfaz de búsqueda a texto completo.
- Autenticación y autorización de usuarios.
- Personalización del software (API).

Algunos de los productos más conocidos de software para repositorios institucionales son:
- Bepress[13] (software comercial, pago de licencia y honorarios de suscripción).
- CONTENTdm[14] (software comercial, desarrollado por la OCLC).
- DSpace (software gratuito, de código abierto desarrollado por el MIT y Hewlett Packard Labs).
- Eprints[15] (gratuito, de código abierto desarrollado por la University of Southampton).
- Greenstone (software gratuito y multilingüe de código abierto, bajo licencia según el GNU General Public Licence).
- Open Repository[16] (software comercial, servicio de establecimiento y mantenimiento desarrollado por Atmire).

### Marco legal
Las obras incluidas en un repositorio deben cumplir con las leyes vigentes sobre los derechos que los creadores tienen de su obra. Se consideran dos tipos de derechos: morales y patrimoniales. Los derechos morales son permanentes, irrenunciables, inexpropiables y no prescriben. Los derechos patrimoniales o de copyright son económicos, transferibles y de duración limitada en el tiempo. Los derechos patrimoniales, generalmente, son de explotación. Este derecho, suele cederse a terceros mediante la firma de un contrato. La cesión total o parcial de este derecho puede ser de cuatro tipos: reproducción, distribución, comunicación pública y transformación. Las instituciones académicas tienen que articular las condiciones legales de los repositorios contemplando los derechos de explotación, de depósito y de acceso a los contenidos. Estos aspectos pueden estar afectados por las cesiones de derechos de explotación que los investigadores han aceptado en los contratos editoriales.
Muchos autores ceden todos los derechos a las editoriales que publican sus trabajos. Esto significa que este pierde la propiedad de explotación hasta la conclusión del contrato firmado (excepcionalmente el autor podría utilizarlo con fines didácticos o para uso personal). Las consecuencias de esta cesión exclusiva son múltiples y afectan de modo considerable a la publicación, distribución y usos de los trabajos. Hay opciones contractuales alternativas a la cesión exclusiva, como son la cesión parcial (en la que se establecen unos derechos para el autor y otros —como la publicación o la distribución—, para el editor) o la no cesión (en la que el autor retiene el copyright, pero otorga al editor el permiso, mediante licencia, para publicar la obra).
Entre las diferentes alternativas a la cesión total y exclusiva de los derechos de explotación de una obra se encuentran las siguientes:
- Publicación en revistas de acceso abierto (un listado exhaustivo se encuentra en DOAJ).
- Publicación en revistas de suscripción que permiten el auto-archivo en repositorios abiertos.
- Publicación en revistas de suscripción que no exigen una cesión exclusiva.
- Enmienda de la licencia del editor.
- Optar por una licencia alternativa (por ejemplo, Creative Commons, Open Data Commons).[17]

## Tipos de repositorios
Los repositorios se dividen en dos grandes grupos:
- Los repositorios institucionales proveen contenidos producidos por una institución en particular, por lo general, una universidad.
- Los repositorios temáticos proveen contenido de un campo disciplinar o asunto en particular.[18]

También pueden clasificarse de acuerdo con su tipo de contenidos. Aunque algunos repositorios albergan contenidos de varios tipos, en términos generales pueden clasificarse como:
- Repositorios científicos
- Repositorios de objetos de aprendizaje
- Repositorios de datos
- Repositorios de patrimonio cultural

## Repositorios científicos

### Unión Europea
PubMed Central: Se trata de un repositorio temático con un enorme éxito lo cual ha dado pie a que se haya creado una red llamada PMI International con el objeto de establecer archivos abiertos en colaboración con instituciones locales de cada país. Se encuentra especializado en Medicina. Se ha convertido en una fuente de referencia para investigadores de todo el mundo.
DSpace@Cambridge: Se trata de un servicio de la Universidad de Cambridge gestionado por la biblioteca y el servicio de informática. Ofrece artículos, tesis e informes técnicos en diferentes formatos. Su objetivo es preservar y difundir los materiales digitales relacionados con la Universidad.

### Repositorios Internacionales
Social Science Research Network (SSRN): se trata de un repositorio en línea de investigación académica dentro de las Ciencias
Sociales y Humanidades. Permite compartir de una forma rápida y eficaz los
trabajos entre autores y lectores. Su objetivo es difundir la investigación en Ciencias Sociales.
AQUATIC COMMONS: se trata de un repositorio digital que cubre temas ambientes marinos naturales, estuarios de agua salobre y de agua fresca. Incluye todos los aspectos de la
ciencia, tecnología, administración y conservación de estos ambientes, sus
organismos y recursos, y los aspectos económicos, sociológicos y legales.
REDIB: es una red iberoamericana para la innovación y el conocimiento científico. Agrega documentos científicos y académicos en formato digital del ámbito iberoamericano. Facilita el acceso y la difusión de la producción científica en los idiomas de su ámbito. Sus destinatarios son la comunidad científica, los gestores de la política científica y la sociedad en general. Agrupaba más de 2000 revistas en 2018.

### América Latina

#### Red de repositorios latinoamericanos
Esta red tiene como objetivo proporcionar una herramienta de fácil acceso a las publicaciones electrónicas en texto completo en diferentes repositorios latinoamericanos. Permite realizar búsquedas simultáneas a través de una sola interfaz, en 75 universidades de Argentina, Brasil, Chile, Colombia, Costa Rica, Ecuador, El Salvador, Guyana, Honduras, México, Perú, Puerto Rico, Trinidad y Tobago y Uruguay.

#### LA Referencia
LA Referencia es una Red Federada de Repositorios Institucionales de publicaciones científicas producidas en las instituciones de educación superior e investigación en América Latina. Promueve el acceso libre y abierto al texto completo constituyendo una red latinoamericana de repositorios de acceso abierto especialmente dando acceso a los resultados financiados con fondos públicos.

### Argentina

#### Sistema Nacional de Repositorios Digitales (SNRD)
La Argentina cuenta con un Sistema Nacional de Repositorios Digitales creado por el Ministerio de Ciencia, Tecnología e Innovación conjuntamente con el Consejo Interinstitucional de Ciencia y Tecnología (CICyT) a través de sus representantes en el Consejo Asesor de la Biblioteca Electrónica de Ciencia y Tecnología. Comprende 43 repositorios institucionales.

#### Repositorio de la Universidad de Buenos Aires
El Repositorio Digital Institucional de la Universidad de Buenos Aires incluye la producción intelectual y académica de la universidad en todas sus disciplinas. El repositorio permite reunir, registrar, divulgar, preservar y dar acceso al conocimiento generado en la universidad, compatible con los estándares nacionales e internacionales, para garantizar su integración con aquellos portales similares. Su objetivo es brindar un servicio de búsqueda especializada de información científica y académica disponible sobre cualquier tema facilitando la labor de docencia, investigación y estudio. Utiliza el protocolo OAI-PMH (Open Archives Iniciative Protocol for Metadata Harvesting), que permite ofrecer los contenidos y compartirlos con otros repositorios. Los contenidos del RDI-UBA están bajo una Licencia Creative Commons: Atribución-NoComercial-SinDerivadas 2.5 Argentina.

#### FILO:Digital
FILO:Digital es el repositorio institucional de la Facultad de Filosofía y Letras de la UBA, es un proyecto desarrollado y sostenido por la Subsecretaría de Bibliotecas de la Facultad dentro de las políticas de acceso abierto a la información y el conocimiento, en el marco de la ley nacional N°26.899 de creación de repositorios digitales.Este repositorio tiene como objetivo garantizar la preservación y la difusión de la producción intelectual de docentes, alumnos, investigadores y becarios. Las obras digitalizadas incluyen tesis de grado, posgrado (especializaciones, maestrías y doctorados) y artículos de revistas, entre otros.
Ventajas de participar en FILO:Digital:
- Brindan visibilidad nacional e internacional y permite un volumen mayor de citas de los trabajos académicos.
- Permite el vínculo con organismos e instituciones extranjeras.
- Evita las barreras económicas ante los sistemas que obligan a pagar para publicar y/o acceder a los trabajos académicos.
- Resguarda los derechos de propiedad intelectual

FILO:Digital brinda a la comunidad la posibilidad de dar visibilidad y difusión a las publicaciones generadas, por un lado, y colaborar en la construcción de su memoria académica e institucional, por el otro FILO: Digital se encuentra adherido al Sistema Nacional de Repositorios Digitales. Todas sus colecciones están disponibles en el repositorio digital de la UBA y es cosechado por Google académico
Fue desarrollado íntegramente por miembros de la Facultad de Filosofía y Letras y puesto en funcionamiento en diciembre de 2015.

#### FAUBA Digital
FAUBA Digital es el repositorio institucional científico y académico de la Facultad de Agronomía de la UBA, es un proyecto desarrollado y sostenido por la Biblioteca Central de la Facultad que se enmarca en la filosofía del acceso abierto, establecido por la ley nacional n.º 26.899 de creación de repositorios digitales.
Esta colección digital de los trabajos producidos en la Facultad, tiene por objetivo garantizar la preservación de la producción intelectual de alumnos y docentes de la Facultad, y de brindar a su comunidad académica la posibilidad de difundir internacionalmente las publicaciones generadas por la misma.
Fauba Digital Está adherido al Sistema Nacional de Repositorios Digitales. Sus colecciones en acceso abierto están disponibles en el repositorio digital de la UBA y es cosechado por Google académico y el SIDALC, Alianza de servicios de información agropecuaria.

#### SeDiCI
SeDiCI es el repositorio Institucional de la Universidad Nacional de La Plata. El repositorio se creó en el 2003 para albergar, preservar y difundir, a través de su sitio web, las creaciones y producciones intelectuales, científicas y artísticas de los diversos actores de la universidad (alumnos, profesores e investigadores). Dado que SeDICI se adhiere a las políticas de acceso abierto, todo su acervo está disponible de forma libre y gratuita, contando en su gran mayoría con los documentos a texto completo. En el repositorio se incluyen: libros, libros electrónicos, artículos, tesis, tesinas, obras artísticas, revistas, reseñas y documentos legales, entre otros.

#### REDIUNLu - Repositorio Digital Institucional de la Universidad Nacional de Luján
REDIUNLu es el Repositorio Digital Institucional de Acceso Abierto de la Universidad Nacional de Luján que tiene por función almacenar, preservar y difundir la producción científica y académica de la institución. Además, da a conocer y visibiliza el conocimiento de la UNLu con base en la filosofía del Acceso Abierto (Open Access).

#### Repositorio Digital Institucional José María Rosa
El Repositorio Digital Institucional José María Rosa es el repositorio institucional de la Universidad Nacional de Lanús. Fue creado el 21 de diciembre de 2011 para promover y difundir la producción científica y académica de sus investigadores, profesores, becarios y estudiantes, estableciendo el acceso abierto como política de apoyo e incentivo. El repositorio está integrado por diferentes colecciones: trabajos finales de grado y de posgrado, artículos, libros, partes de libros, presentaciones a congresos, documentos de trabajo, entre otros. La Dirección de Biblioteca y Servicios de Información Documental es la unidad responsable de organizar y dar tratamiento documental a estas colecciones.
es el Repositorio Digital Institucional de Acceso Abierto de la Universidad Nacional de Luján que tiene por función almacenar, preservar y difundir la producción científica y académica de la institución. Además, da a conocer y visibiliza el conocimiento de la UNLu con base en la filosofía del Acceso Abierto (Open Access).

#### CONICET Digital
CONICET Digital es el Repositorio Institucional de acceso abierto del Consejo Nacional de Investigaciones Científicas y Técnicas (CONICET). Reúne, registra, divulga, preservar y da acceso público a la producción científico-tecnológica realizada por investigadores, becarios y demás personal de CONICET, que autoarchivan su producción científica. Se encuentra adherido al Sistema Nacional de Repositorios Digitales (SNRD).

#### Suquía
Suquía es el repositorio institucional y temático del Museo de Antropología-IDACOR del Instituto de Antropología de Córdoba de la Facultad de Filosofía y Humanidades (Universidad Nacional de Córdoba). Está desarrollado y sostenido por el Programa de Arqueología Digital del IDACOR-CONICET Museo de Antropología. Tiene como objetivo garantizar la preservación y la difusión de las colecciones arqueológicas, etnográficas, documentaciones relacionadas con estas, fondos documentales de investigadores y documentos institucionales en resguardo en la Reserva Patrimonial y Archivo del Museo de Antropología de Córdoba. Así también la producción intelectual de docentes, alumnos, investigadores, personal de apoyo a la investigación y becarios. Las obras digitalizadas incluyen artículos de revistas, bases de datos, presentaciones a congresos, colecciones de referencia y actividades de extensión, entre otros. Está en funcionamiento desde febrero de 2016.

#### INTA Digital
INTA Digital fue creado para dar acceso público, abierto y gratuito, a la producción científico-tecnológica, a la divulgación y extensión agropecuarias, a toda forma de transferencia del conocimiento y las experiencias llevadas a cabo por investigadores, profesionales, técnicos, y agentes del INTA. INTA digital incluye todo tipo de documentos electrónicos: artículos de revistas, libros, capítulos de libros, tesis, informes técnicos, ponencias, imágenes, documentos de trabajo, softwares y aplicaciones, entre otros. Estos contenidos se clasifican en comunidades relacionadas con la estructura organizacional del INTA a partir de cuatro grandes áreas funcionales: Centros e Institutos de Investigación, Centros Regionales y Estaciones Experimentales, Coordinaciones Nacionales, Direcciones Nacionales Asistentes. Cada una de ellas se divide en sub-comunidades que responden a las unidades productoras de información científico-técnica de la Institución. INTA Digital fue creado en 2017, el INTA-Instituto Nacional de Tecnología Agropecuaria es una institución perteneciente al Sistema Nacional de Ciencia, Tecnología e Innovación, y como tal, cumple con la Ley Nacional N.°26.899 de creación de repositorios.

#### Repositorio Digital SEGEMAR
El Repositorio Digital SEGEMAR del Servicio Geológico Minero Argentino pone a disposición la información geológica-minera, territorial y ambiental producida por el SEGEMAR. Tiene por objetivo reunir, registrar, difundir y preservar la producción del organismo cumpliendo con la Ley N.° 26.899 de creación de repositorios digitales institucionales de acceso abierto de la República Argentina y con las normativas vigentes sobre el acceso a la información producida por organismos públicos (Decreto 206/2017 de Acceso a la información pública y Ley N.º 27275 de Derecho de acceso a la información pública).  Tiene la particularidad de incluir colecciones especiales e históricas además de la producción corriente:
- Colección Dirección General de Fabricaciones Militares (DGFM)
- Congresos y Conferencias
- Fondo Antiguo, Perfiles de Perforaciones y Estadísticas
- Fondo Fotográfico - División de Minas, Geología e Hidrología
- Hojas Topográficas y Geológicas
- Informes Técnicos e Inéditos
- Memorias
- Productos SEGEMAR
- Publicaciones
- Sitios de Interés Geológico

#### Repositorio Institucional de Acceso Abierto (RIAA) - Facultad de Tecnología y Ciencias Aplicadas - Universidad Nacional de Catamarca
Este repositorio institucional reúne la producción científica-académica de la Facultad de Tecnología y Ciencias Aplicadas de la Universidad Nacional Catamarca (UNCA) y permite que otras unidades o dependencias soliciten el depósito de su publicaciones y producciones vinculadas de un modo u otro a la UNCA. Incluye los siguientes tipos de documentos: artículos de revistas, documentos de eventos, libros, tesis y trabajos finales de grado y posgrado, recursos abiertos y documentación de carácter institucional, informativos, normativos y administrativos de la Facultad de Tecnología y Ciencias Aplicadas. Cumple con la Ley Nacional N.°26.899 de creación de repositorios.
El Repositorio Institucional de Acceso Abierto de la Facultad de Tecnología y Ciencias Aplicadas de la Universidad Nacional de Catamarca ha sido registrado en directorios internacionales de repositorios digitales de acceso abierto. Estos directorios permiten la identificación, navegación y búsqueda de repositorios, en función de una serie de características, como la ubicación, el software o el tipo de material contenido. 

#### Captura
Es el repositorio de la Universidad de Chile que ofrece acceso abierto a las publicaciones de los académicos e investigadores.

#### Repositorio Digital ONEMI
El Repositorio Digital de ONEMI es un servicio de información ciudadana que preserva, difunde y da visibilidad a la información científico – técnica generada al interior de la Institución y a través de lo anterior, busca posicionar la cultura preventiva y la sensibilización de la ciudadanía en los temas relativos a la Protección Civil.

#### Sinapsis
Sinapsis es el Repositorio del Museo Nacional de Medicina, es un servicio que ofrece todo el material museológico digitalizado del Museo a la ciudadanía.

### Colombia
La Universidad de Bogotá Jorge Tadeo Lozano cuenta con su Repositorio Institucional Expeditio, donde consolida la información académica, científica y patrimonial en acceso abierto, se encuentra disponible en el enlace: http://expeditiorepositorio.utadeo.edu.co/ también son accesibles los repositorios de la Universidad Nacional de Colombia (Repositorio UNAL) y de la Universidad Industrial de Santander (RIUIS). Ambos ofrecen información académica y científica producida en su ámbito: tesis de grado, posgrado e investigaciones originales. La información es gratuita y se obtiene en formato PDF.
El Repositorio Institucional IDU ofrece información técnico científica de las obras de infraestructura del sistema de movilidad y espacio público, realizadas por el Instituto de Desarrollo Urbano IDU, en la ciudad de Bogotá, Colombia.

### Ecuador

#### ESPE
El repositorio digital de la Escuela Politécnica del Ejército contiene información y contenido digital orientado a fortalecer la investigación científica y el desarrollo profesional tanto para docentes como para estudiantes. Dispone de bases de datos digitales con gran contenido de información y documentos producidos en la misma universidad, como proyectos de tesis o publicaciones de los docentes, para que sirvan de referente a futuros proyectos y artículos. El repositorio ESPE se creó en 2011.

### España

#### Acceda
Acceda es el repositorio digital de la Universidad de Las Palmas de Gran Canaria (ULPGC) basado en la tecnología DSpace. Fue creado en octubre de 2009 por la Biblioteca universitaria para recoger la producción científica, en abierto, generada por la comunidad de la ULPGC: docentes, investigadores, estudiantes y personal de administración y servicios. Acceda es una plataforma OAI-PMH que sigue las especificaciones Open AIRE, Hispana y Driver y las políticas de Acceso abierto. También incluye la aplicación BUStreaming que convierte los vídeos y audios a Flash y los ofrece en streaming y cuenta con un sistema de auto publicación. En 2014, superaba los 8000 documentos entre tesis, trabajos de grado y postgrado, revistas y material didáctico para la investigación.

#### Digital.CSIC
Digital.CSIC es un repositorio científico multidisciplinar de documentos digitales que recoge los resultados de la labor investigadora realizada en todos y cada uno de los centros e institutos del Consejo Superior de Investigaciones Científicas (CSIC) y otras instituciones, en acceso abierto. Digital.CSIC se creó en 2006 como resultado de la firma de la Declaración de Berlín por parte de la Presidencia del CSIC mediante la que el CSIC se comprometió a difundir la investigación de su comunidad científica en acceso abierto.

#### idUS
idUS es el Depósito de Investigación de la Universidad de Sevilla. Puesto en marcha en febrero de 2015 por la Biblioteca de la Universidad de Sevilla, tiene como principal objetivo reunir, conservar y difundir los documentos resultantes de la actividad científica de la Universidad, haciendo los documentos accesibles para cualquier usuario. Utiliza el software libre DSpace, cumple el protocolo OAI-PMH y sigue las especificaciones Open AIRE, Hispana y Driver y las políticas de acceso abierto. idUS tiene carácter multidisciplinar y, en cuanto a la tipología documental, recoge principalmente artículos de revista, ponencias en congresos, tesis doctorales, trabajos de fin de grado (TFG), trabajos de fin de máster (TFM) y capítulos de libros. Los investigadores de la US cuentan con un perfil de autor que ofrece acceso a sus publicaciones, datos e información de contacto, otros perfiles de autor, estadísticas, etc. idUS cuenta ya con más de 80 000 documentos y ha superado los 9 000 000 de descargas en 2020.

#### Recyt
Se trata de una plataforma donde se encuentran revistas científicas españolas de calidad. Cuenta con una parte pública y una parte privada donde se pueden revisar y editar artículos y publicaciones científicas.

#### Recolecta
Recolecta es una plataforma creada y administrada por la Fundación Española para la Ciencia y la Tecnología (FECYT) que permite el acceso libre y gratuito a toda la producción científica depositada en los repositorios españoles.

#### RiuNet
Riunet es el Repositorio Institucional de la Universitat Politècnica de València, gestionado por la Biblioteca, cuyo objetivo es ofrecer acceso en Internet a la producción científica, académica y corporativa de la comunidad universitaria con la finalidad de aumentar su visibilidad y hacerla accesible y preservable. RiuNet responde al compromiso de la Universidad en el marco de la Iniciativa por el Accesso Abierto de Budapest, con su adhesión a la Declaración de Berlín y su Política institucional sobre Acceso Abierto.
RiuNet está pensado para que la Comunidad universitaria archive su producción, personal o institucional en colecciones. Estas están formadas por diferentes tipos de documentos, como objetos de aprendizaje (Polimedia, Laboratorios virtuales y artículos docentes), tesis doctorales, artículos de revistas, mapas, trabajos académicos, trabajos creativos, fondo patrimonial, material docente, multimedia, producción institucional, revistas electrónicas y actas de congresos.

### México

#### Repositorio Nacional de Acceso Abierto a la Información Científica, Tecnológica y de Innovación
El Repositorio Nacional de acceso abierto a recursos de información académica, científica, tecnológica y de innovación es una plataforma digital centralizada cuya coordinación y modelos de operación sigue estándares internacionales, que busca mantener, preservar y diseminar la información académica, científica, tecnológica y de innovación derivada de las investigaciones, productos educativos y académicos de las diferentes instituciones de investigación científica y tecnológica de México. El Repositorio Nacional de México agrega la información de los repositorios institucionales y demás repositorios interesados en interoperar con él a través del protocolo de cosecha de metadatos OAI-PMH para garantizar la visibilidad de los mismos.
Es operado por el Consejo Nacional de Ciencia y Tecnología (CONACYT) de México. Entre los repositorios institucionales que se encuentran interoperando destacan los de todos los centros públicos de investigación y posteriormente se irán añadiendo más a través de las convocatorias para desarrollar repositorios institucionales de acceso abierto a la información científica, tecnológica y de innovación.

#### Repositorio Institucional de la UNAM
El Repositorio Institucional de la Universidad Nacional Autónoma de México (RI-UNAM) es una plataforma digital de acceso abierto que reúne, integra, gestiona y disemina los metadatos o contenidos ya digitalizados de los repositorios de entidades y dependencias de la Universidad Nacional Autónoma de México, producidos o resguardados por la misma universidad, cumpliendo con estándares y normativas de interoperabilidad nacionales e internacionales. Depende de la Dirección General de Repositorios Universitarios (DGRU).
El RI-UNAM cuenta con más de 2.7 millones de documentos en acceso abierto para su consulta a través de internet. Paulatinamente, el RI-UNAM integra recursos digitales en su portal a través de análisis de interoperabilidad semántica, sintáctica y normativa de los repositorios de la UNAM con forme a los Lineamientos para la Integración de Repositorios Universitarios en el Repositorio Institucional de la UNAM, publicado por Gaceta UNAM el 19 de octubre de 2020.

### Venezuela
Algunas universidades venezolanas disponen de repositorios institucionales, tales como la Universidad Simón Bolívar (USB), disponible desde 2011 a través de Esopo, la Universidad de los Andes (Saber ULA), la Universidad Central de Venezuela (Saber UCV) y la Universidad de Oriente (UDO) (UDOSpace).

## Repositorios de patrimonio cultural
Los repositorios digitales de patrimonio cultural emplean técnicas similares a las de otro tipo de repositorios (científicos, institucionales) para resolver preguntas para la búsqueda y recuperación de información y los objetos que describe. Los usuarios pueden formular consultas utilizando diferentes modalidades como texto libre, coincidencia de similitudes o metadatos.
En los repositorios de patrimonio cultural se integra el patrimonio digital o digitalizado bajo la forma de objetos digitales. Su valor cultural reside en que representan, reflejan o describen el conocimiento humano y las manifestaciones culturales, por lo que se consideran un legado que debe transmitirse a las generaciones futuras.
Este tipo de repositorios integran contenido del patrimonio digital (objetos digitales) que se puede producir mediante la conversión de materiales originalmente en formato analógico, o aquellos que "nacen digitales": objetos como documentos, obras de arte, libros, películas, pinturas, periódicos, archivos sonoros, mapas, manuscritos y otros archivos.
Los objetos digitales o digitalizados son representaciones del patrimonio cultural tangible, esto es, objetos que tienen sustancia física y pueden ser conservados y restaurados por algún tipo de intervención, así como patrimonio cultural intangible, que es el conjunto de elementos sin sustancia física, o formas de conducta que proceden de una cultura tradicional, popular o indígena, y a los que se les concede un valor excepcional.
Los repositorios de patrimonio cultural se pueden clasificar en dos tipos principales:
repositorios proveedores
repositorios agregadores
Los repositorios proveedores pueden ser temáticos o alojar acervos de instituciones como museos, bibliotecas, archivos, centros de documentación, fototecas, archivos sonoros. Los repositorios agregadores cosechan (recolectan) los metadatos y/o los objetos digitales disponibles en los repositorios proveedores. 
Repositorios de patrimonio cultural en el mundo
Existen diversos tipos de repositorios agregadores que pueden ser de orden nacional o supranacional. Ejemplos de repositorios agregadores supranacionales son Europeana y Digital Pasifik.
Ejemplos de repositorios agregadores nacionales son la Biblioteca Digital Pública de Estados Unidos, Mexicana, Towards a National Collection del Reino Unido, Japan Search, Hispana, DigitalNZ | Ā-Tihi o Aotearoa, Trove, Digital Repository of Ireland, Cultura Italia.